# Damian Gjiknuri
Damian Gjiknuri (Tirana, 25 maggio 1972) è un politico albanese.
È stato Ministro delle infrastrutture e dell'energia dal 2013 al 2019.

## Biografia
Gjiknuri è nato a Tirana. Suo padre è di Himara e sua madre è di Gramsh. Suo padre è stato professore e membro del parlamento, nonché uno dei leader dei movimenti e delle organizzazioni ambientaliste in Albania.
Gjiknuri si è laureato in giurisprudenza all'Università di Tirana nel 1994, con studi post laurea in diritto internazionale all'Università di Leiden nei Paesi Bassi nel 1994 e presso il Center for Security Policy di Ginevra nel 2000. Nel 1996 ha  conseguito un Master al London College of Law nel Regno Unito e nel 2004 un Master negli Stati Uniti, presso la Naval Postgraduate School di Monterey in California, concentrandosi principalmente sulla guerra al terrorismo.
Ha lavorato come direttore del dipartimento delle relazioni estere presso il Ministero degli affari interni dal 1999 al 2001, come segretario generale del Ministero della difesa dal 2001 al 2004 e nel 2005 come capo di gabinetto del Ministero degli affari interni. Dal 2005 è socio amministratore della DG consulting, studio legale di Tirana.

## Carriera politica
Gjiknuri è membro del Partito socialista dal 2005 ed è stato eletto deputato a Elbasan nel 2009 e nel 2013 e infine nella Valona nel 2017. Gjiknuri è stato membro della commissione giuridica del parlamento albanese (2009-2013), nonché co-presidente della commissione per la riforma elettorale completata a luglio 2012. È membro della presidenza del Partito socialista.
Gjiknuri è stato Ministro dell'Energia e dell'Industria dal 2013 al 2019.